# Marvin's Room
Marvin's Room es una película estadounidense de 1996 basada en la obra homónima de Scott McPherson. La obra, que fue dirigida por David Petrarca, fue adaptada para la pantalla por McPherson y dirigida por Jerry Zaks.

## Argumento
Un anciano, que tuvo un derrame cerebral hace 20 años, está incapacitado y postrado en una cama . Él está al cuidado de su hija mayor, Bessie (Diane Keaton), y totalmente ignorado por su otra hija, Lee (Meryl Streep), quien se mudó a Ohio con su esposo hace 20 años y nunca ha vuelto a estar en contacto con su familia. Sin embargo, el médico de Bessie  le informa que padece  leucemia (cáncer) y necesita un trasplante de médula ósea  y llama a  su hermana en busca de ayuda. Lee, a su vez, está ocupada con su hijo adolescente de 17 años Hank (Leonardo DiCaprio), quien está internado en un centro psiquiátrico (Hank es pirómano) por prender fuego a la casa de su madre Lee. Un día Lee saca a su hijo Hank del psiquiátrico y se marchan a la ciudad de su hermana para hacerse las pruebas médicas para el trasplante de médula ósea. Cuando Lee se da cuenta de que ella tiene que hacerse cargo de la atención de su padre Marvin en un primer momento empieza a buscar una residencia que se haga cargo de su padre pero finalmente las hermanas que tantos años llevaban sin hablarse se dan cuenta del tiempo perdido y vuelven a llevarse bien. El médico revela que las pruebas de los sobrinos de Bessie han dado negativo y que no podrán trasplantarte medula ósea, por lo que tendrá que seguir con el tratamiento de quimioterapia. Finalmente, Lee y sus hijos deciden quedarse a vivir para siempre con su tía y su abuelo.

## Reparto
- Leonardo DiCaprio
- Meryl Streep
- Robert De Niro
- Diane Keaton
- Hume Cronyn
- Gwen Verdon